# Beaver (Utah)
Beaver je správní město okresu Beaver County ve státě Utah. K roku 2000 zde žilo 2 454 obyvatel. S celkovou rozlohou 11,9 km² byla hustota zalidnění 206,9 obyvatel na km².